# Шайдуллин, Рафаиль Валеевич
Рафаиль Валеевич Шайдуллин (тат. Рафаил Вәли улы Шәйдуллин; род. 30 марта 1960, Лабитово, Новомалыклинский район, Ульяновская область, РСФСР, СССР) — советский и российский татарский учёный, историк, энциклопедист. Доктор исторических наук (2003), профессор (2007). Лауреат Государственной премии Республики Татарстан в области науки и техники (2005), заслуженный деятель науки Республики Татарстан (2010). Руководитель Центра энциклопедистики Института Татарской энциклопедии и регионоведения Академии наук Республики Татарстан с 2015 года.

## Биография
Рафаиль Валеевич Шайдуллин родился 30 марта 1960 года в деревне Лабитово Новомалыклинского района Ульяновской области. Из семьи участника Великой Отечественной войны офицера-танкиста Вали Ахметовича и Аклимы Исмагиловны, вырастивших семерых детей.
После окончания школы поступил в Рязановский совхоз-техникум в селе Рязаново Мелекесского района, который окончил в 1979 году. В 1980–1982 годах работал на Альметьевском трубном заводе. В 1982 году поступил на исторический факультет Казанского государственного университета имени В. И. Ульянова-Ленина, который окончил в 1987 году. В дальнейшем там же также отучился в аспирантуре под руководством доктора исторических наук профессора Р. К. Валеева. В 1990 году получил учёную степень кандидата исторических наук, защитив диссертацию на тему «Деревня Татарии: социально-экономический аспект (1921—1928 гг.)».
В 1990 году поступил на работу младшим научным сотрудником в отдел Татарской Советской энциклопедии при Институте языка, литературы и истории Казанского филиала Академии наук СССР (с 1992 года — отдел Татарской
энциклопедии Академии наук Республики Татарстан, с 1994 года — Институт татарской энциклопедии АН РТ, с 2014 года — Институт Татарской энциклопедии и регионоведения АН РТ). В 1993 году стал заведующим отделом истории и общественной мысли, одновременно, в 2011—2015 годах был первым заместителем директора. В 2003 году получил степень доктора исторических наук, защитив диссертацию «Крестьянские хозяйства Татарстана в 1920-х годах». В 2015 году занял пост руководителя Центра энциклопедистики института.
Одновременно, с 1991 года ведёт научно-преподавательскую работу в Казанском университете. С 2005 года является профессором кафедры современной отечественной истории, с 2009 года — отечественной истории, с 2013 года — истории России и стран ближнего зарубежья, с 2017 года — отечественной истории Высшей школе исторических наук и всемирного культурного наследия Института международных отношений КФУ. В 2007 году получил учёное звание профессора. Является членом диссертационного совета по историческим наукам при Казанском университете, ученого совета Национального музея Республики Татарстан, редакционных коллегий различных научных журналов.

## Научная работа
Внёс значительный вклад в разработку научной концепции и научно-методических основ татарской энциклопедистики, став признанным специалистом в данной области. Принял активное и непосредственное участие в подготовке и издании Татарского энциклопедического словаря на русском (1999) и татарском языках (2002), Татарской энциклопедии в шести томах на русском (2002—2014) и татарском языках (2008—2019), для которых написал большое количество статей по истории татарского народа с древности до современности. Под руководством и научной редакцией Шайдуллина разработаны и изданы такие энциклопедические издания, как «Татары Казахстана: иллюстрированный энциклопедический справочник» (2016), «Исчезнувшие населенные пункты Республики Татарстан» (2016), «Государственные и муниципальные символы Республики Татарстан» (2017), «Татары Казахстана: иллюстрированная краткая энциклопедия» (2017), «Центральные органы государственной власти и управления Татарстана» (2017), «Татарстану — 100 лет: иллюстрированные энциклопедические очерки» (2019), «Цвети, священная земля моя» (2020), «Политические деятели Татарстана: биографические очерки» (2020). В настоящее время ведёт работу над энциклопедическим изданием «Казань».
Несмотря на неадекватное восприятие отдельными лицами некоторых направлений деятельности Института Татарской энциклопедии, мы верим в дальнейшее развитие татарской энциклопедистики. Думается, совместное противодействие татарской общественности чиновничьим поползновениям будет и дальше поддерживаться татарским сообществом. Однозначную поддержку получат и проекты по разработке отраслевых энциклопедических изданий, монографических и научно-справочных работ, посвященных истории и культуре татарской диаспоры, науковедению и другим тематическим проблемам, и тем самым продолжатся научно-исследовательские проекты в области татарской энциклопедистики.Рафаиль Шайдуллин, 2012 год.

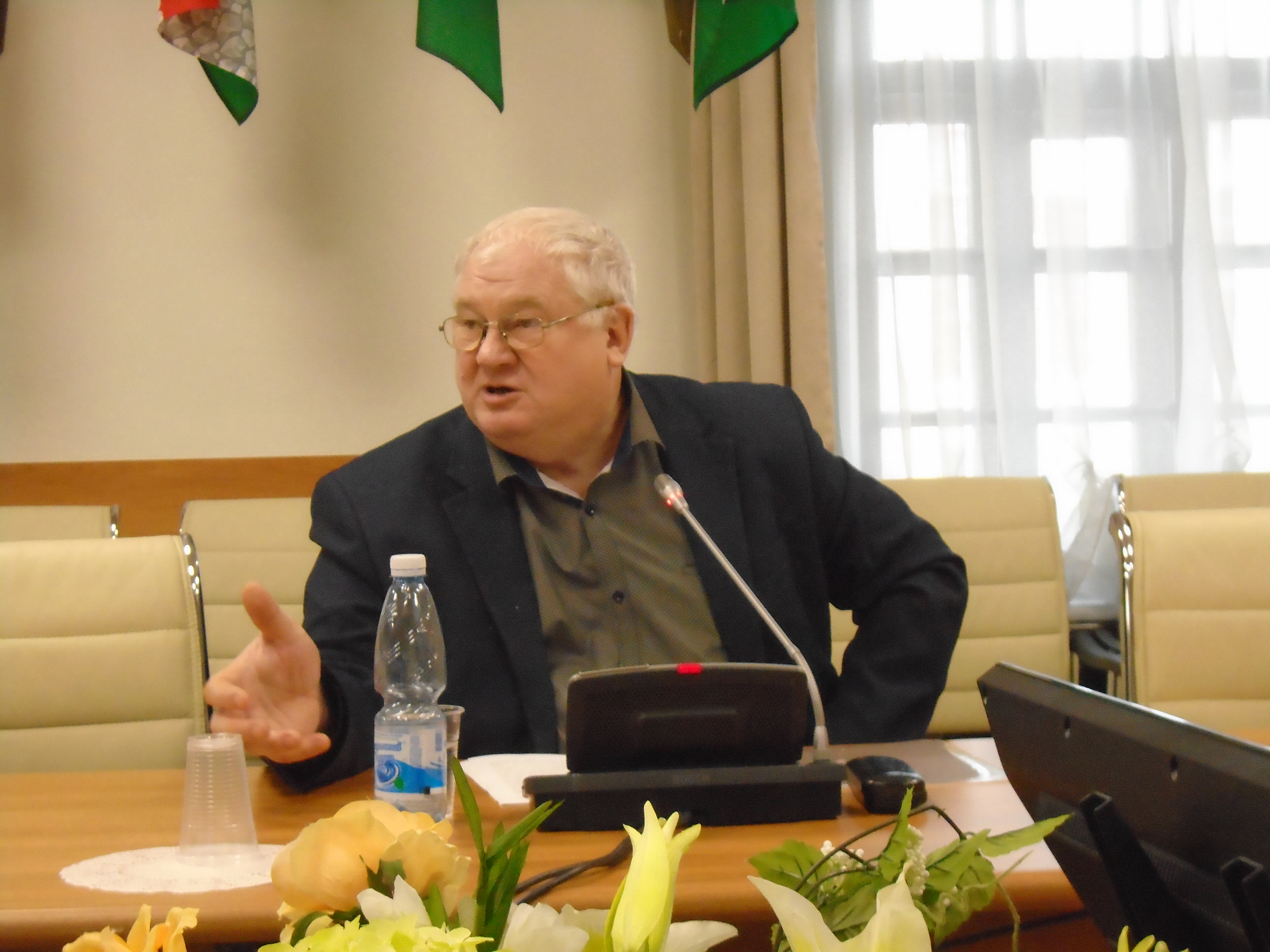
Выступление Шайдуллина в Институте истории имени Ш. Марджани, 2021 год

Является автором более 200 научных работ и монографических изданий, в том числе учебных пособий по отечественной истории, программ лекционных и семинарских занятий. В трудах Шайдуллина рассматривается социально-экономическая и общественно-политическая история крестьянства первой половины XX века, в частности в годы новой экономической политики, а также история Татарстана и проблемы крестьяноведения. Ввёл в научный оборот большое количество ранее неопубликованной архивной документации, в основном по истории крестьянства, кооперативных учреждений и организаций, а также касательно сфальсифицированных политических дел 1930—1940-х годов. Исследования Шайдуллина в области крестьяноведения поспособствовали появлению новых научно-исследовательских подходов к изучению различных сторон повседневной жизни в деревни, в том числе касательно общественно-политического настроения крестьянства. Является организатором и участником множества научных конференций, активно занимается популяризацией научного знания, в частности, посредством выступлений в средствах массовой информации. Сотрудничает с татарской национально-культурной автономией Ульяновской области, оказывает помощью в подготовке и издании трудов об ульяновских татарах.

## Награды
- Государственная премия Республики Татарстан в области науки и техники (2005 год) — за «Татарский энциклопедический словарь» на русском и татарском языках[18].
- Почётное звание «Заслуженный деятель науки Республики Татарстан[тат.]» (2010 год)[1].
- Медаль «За доблестный труд» (2019 год)[19].
- Почётная грамота Республики Татарстан (2002 год)[12].

## Личная жизнь
Женат, есть дочь и сын.

## Избранная библиография
- Деревня Татарии: социально-экономический аспект (1921—1928 гг.): диссертация кандидата исторических наук. — Казань: Казанский государственный университет им. В. И. Ульянова-Ленина, 1990. — 203 с.
- Крестьянские хозяйства Татарстана: проблемы и пути их развития в 1920—1928 гг.. — Казань: Издательство «Фән», 2000. — 222 с. — ISBN 5754401426.
- Крестьянские хозяйства Татарстана в 1920-х годах: диссертация доктора исторических наук. — Казань: Казанский государственный университет им. В. И. Ульянова-Ленина, 2003. — 415 с.
- Крестьянство Татарстана: экономический и общественно-политический аспекты (1920—1929 гг.). — Казань: Издательство «Фән», 2004. — 245 с. — ISBN 5969000116.
- Мусульманское религиозное образование в деревне Татарстана (1917—1929 гг.). — Казань: Издательство Казанского университета, 2004. — 69 с. — ISBN 5981800801.
- Крестьянство Казанской губернии в 1860—1910-е гг.: в экономическом и социокультурном измерении. — Казань: Издательство «Яз», 2013. — 296 с. — ISBN 9785904449780.